# Neanderthal 1
Neanderthal 1 è l'insieme di fossili di uno scheletro di un ominide della specie Homo neanderthalensis scoperto nella Grotta Kleine Feldhofer nella forra di Neander in Renania Settentrionale-Vestfalia, Germania, nel 1908 da un minatore.

## Descrizione
Il reperto è costituito da una calotta cranica, due femori, le tre ossa del braccio destro, due ossa del braccio sinistro, l'ileo e frammenti di scapola e delle costole. I fossili furono donati a Johann Carl Fuhlrott, un insegnante locale e naturalista dilettante e la prima descrizione dei resti fu fatta dall'anatomista Hermann Schaaffhausen; il ritrovamento fu annunciato congiuntamente nel 1857.